# Tom Ripley
Tom Ripley is het hoofdpersonage uit de Ripliad serie. Ripley werd in 1955 bedacht door Patricia Highsmith en komt voor in vijf door Highsmith geschreven boeken. De boeken zijn meerdere malen verfilmd met enkele bekende acteurs in de rol van Ripley.

## Karakterisering

### Psychopathie
Ripley wordt afgeschilderd als gewetenloos, en in The Boy Who Followed Ripley bekent hij amper last te hebben van schuldgevoelens. Soms toont Ripley enige spijt omtrent zijn eerste moorden, zo vond hij Dickie Greenleaf een leuke man en noemt de moord op Freddie Miles onnodig en dom, maar kan zich ondanks enige spijt niet herinneren hoeveel moorden hij precies gepleegd heeft. Highsmith schreef dat Ripley moorden verafschuwt en vaak probeert te redeneren met zijn slachtoffers om hen alles te laten zien op zijn manier. Hij wordt doorgaans omschreven als gecultiveerd en een aangename en stedelijke psychopaat.

### Seksualiteit
Hoewel Highsmith nooit erkend heeft dat Ripley homoseksueel of biseksueel is, lijkt het in de boeken vaak dat Ripley enige seksuele aantrekkingskracht heeft naar andere mannen toe. Zo heeft Ripley in The Talented Mr. Ripley duidelijk een seksuele aantrekkingskracht naar Dickie Greenleaf toe, terwijl hij dit in latere boeken niet heeft voor zijn eigen vrouw. 
Tijdens een interview in 1982 werd Highsmith gevraagd om Ripley's seksuele voorkeur te omschrijven waarbij ze antwoordde: "He's rather shy of it. Not very strong emotions, and a little bit homosexual, I would say. Not that he's ever done anything about that. Very lukewarm." wat vertaald kan worden als "Hij is er nogal verlegen over. Geen sterke emoties, en een beetje homoseksueel, zou ik zeggen. Niet dat hij daar ooit iets mee gedaan heeft."
In een interview uit 1988 zei Highsmith: "I don't think Ripley is gay. He appreciates good looks in other men, that's true. But he's married in later books. I'm not saying he's very strong in the sex department. But he makes it in bed with his wife." wat vertaald kan worden als "Ik denk niet dat Ripley homoseksueel is. Hij waardeert een goed uitziende man, dat is waar. Maar hij is getrouwd in latere boeken. Ik zeg niet dat hij erg sterk is op seksueel gebied, maar hij voldoet in bed met zijn vrouw."

## Slachtoffers
| Boek                        | Slachtoffers                                                | Slachtoffers                     |
| Boek                        | Vermoord                                                    | Indirect                         |
| --------------------------- | ----------------------------------------------------------- | -------------------------------- |
| The Talented Mr. Ripley     | Dickie Greenleaf Freddie Miles Peter Smith-Kingsley         |                                  |
| Ripley Under Ground         | Thomas Murchison                                            | Bernard Tufts                    |
| Ripley's Game               | Vito Marcangelo Angelo Lippari Fillipo Turoli Alfiori Ponti | Jonathon Trevanny                |
| The Boy Who Followed Ripley | Italiaanse ontvoerder                                       |                                  |
| Ripley Under Water          |                                                             | David Pritchard Janice Pritchard |

## Filmografie
| Jaar | Titel                    | Tom Ripley     | Slachtoffers     | Opmerking                                       |
| ---- | ------------------------ | -------------- | ---------------- | ----------------------------------------------- |
| 1960 | Purple Noon              | Alain Delon    |                  | Verfilmd naar het boek The Talented Mr. Ripley. |
| 1977 | Der amerikanische Freund | Dennis Hopper  |                  | Verfilmd naar het boek Ripley's Game.           |
| 1999 | The Talented Mr. Ripley  | Matt Damon     | Dickie Greenleaf | Verfilmd naar het boek The Talented Mr. Ripley. |
| 2002 | Ripley's Game            | John Malkovich | Terry            | Verfilmd naar het boek Ripley's Game.           |
| 2005 | Ripley Under Ground      | Barry Pepper   |                  | Verfilmd naar het boek Ripley Under Ground.     |

Naast de film adapties verscheen Ripley ook in afleveringen van enkele televisieseries en in een radiovertelling. In januari 1956 werd er een aflevering van Westinghouse Studio One gewijd aan het boek The Talented Mr. Ripley, en in 1982 speelde Jonathan Kent de rol van Ripley in de aflevering "Patricia Highsmith: A Gift for Murder" van de televisieserie The South Bank Show. Deze aflevering was geschreven naar fragmenten uit Ripley Under Ground. In 2009 verscheen er een radiovertelling geregisseerd door BBC Radio 4 met Ian Hart in de rol van Ripley.